# Imre Lakatos
Imre Lakatos, född Imre Lipschitz 9 november 1922 i Debrecen, Ungern, död 2 februari 1974 i London, England, var en ungersk filosof, vetenskapsteoretiker och matematiker. Lakatos räknas vid sidan av Thomas Samuel Kuhn, Karl Popper, och Paul Feyerabend som en av de viktigaste vetenskapsteoretikerna under efterkrigstiden. 

## Biografi
Lakatos föddes som Imre Lipschitz i en judisk familj i Ungern 1922. Han tog examen i matematik, fysik och filosofi vid universitetet i hemstaden 1944. Genom att ändra namn till Imre Molnár lyckades han undkomma nazisterna, men hans mor och mormoder dog i Auschwitz. Under andra världskriget blev han aktiv kommunist, och ändrade sitt efternamn än en gång, till Lakatos, för att uttrycka sina kommunistiska värderingar och för att ära Géza Lakatos.
Efter kriget fortsatte han sin utbildning i Budapest, för bland andra György Lukács. Han studerade även vid Moskvauniversitetet, under handledning av Sophia Janovskaja. När han återvände hem, arbetade han som en högre tjänsteman vid ungerska utbildningsdepartementet. I de stridigheter som utspelades i Ungerns kommunistiska parti, hamnade Lakatos på förlorarnas sida, och satt i fängelse för revisionism från 1950 till 1953. Om Lakatos aktiviteter i Ungern efter andra världskriget har ytterligare blivit känt under senare tid.
Efter frisläppningen återgick Lakatos till den akademiska världen, med matematisk forskning och översättningar av George Pólya till ungerska. Ännu nominellt kommunist hade hans politiska kompass dock ändrat riktning, och han var involverad i åtminstone en studentgrupp av oliktänkare i upptakten till Ungernrevolten 1956.
Efter Sovjetunionens invasion av Ungern i november 1956, flydde Lakatos till Wien, och nådde senare England. Han erhöll en doktorsgrad i filosofi 1961 från University of Cambridge, och den postumt utgivna boken Proofs and Refutations bygger på den disputation som gav honom titeln. Lakatos fick aldrig brittiskt medborgarskap, och förblev  statslös.
1969 fick han tjänst vid London School of Economics, där han skrev verk om matematikens filosofi och vetenskapsfilosofi. Vid London School of Economics institution för vetenskapsfilosofi, fanns på den tiden Karl Popper och John Watkins.
Tillsammans med Alan Musgrave sammanställde han den ofta citerade Criticism and the Growth of Knowledge, the Proceedings of the International Colloquium in the Philosophy of Science, London, 1965, som utgavs 1970. Denna innehöll många välkända personers responser på Thomas Kuhn De vetenskapliga revolutionernas struktur
Lakatos stannade vid London School of Economics till sin plötsliga död år 1974 efter en hjärnblödning. Skolan instiftade The Lakatos Award till hans minne.
Delar av hans korrespondens med vännen och kritikern Paul Feyerabend har givits ut i For and Against Method.

## Filosofi

### Proofs and refutations
Proofs and refutations bygger på Lakatos disputation som gav honom doktorsgraden i matematikens filosofi. Han bygger sin teori på Hegels och Marx dialektik, Karl Poppers kunskapsteori och matematikern George Polyas arbeten. Den har formen av en fiktiv dialog, och Lakatos syfte är att visa att alla matematiska teorem är temporära sanningar. För var gång en motsägelse uppträder, justeras teoremet, och på detta sätt ackumuleras kunskapen fortlöpande, genom logiken och processen hos bevisen och justeringarna. 
Lakatos föreslog en heuretisk syn på matematisk kunskap, fastän begreppet heuristik på den tiden var mindre utvecklat. Han menade vidare att matematikens vetenskapssamhälle på ett dialektiskt sätt avgjorde vilka bevis som ansågs giltiga och därmed var Lakatos åsikt oförenlig med den slags formalism som företräddes av Gottlob Frege och Bertrand Russell, vilka definierar bevis i termer av deras formella validitet.

### Forskningsprogram
Lakatos bidrag till vetenskapsteorin var ett försök att skapa en metodologi som förenade Karl Poppers falsifikationism och Thomas Kuhns paradigmskiften. För att åstadkomma detta krävdes ansenliga modifikationer av båda teorierna, samt visst avvisande. 
Vad som uppfattas som åtskilda teorier, är enligt Lakatos egentligen delar av grupper av teorier, som har vissa gemensamma idéer. Dessa grupper kallar Lakatos forskningsprogram. De vetenskapsmän som ingår i ett forskningsprogram, kommer att förhindra att den gemensamma idén falsifieras genom att omhulda den med ett skyddande bälte av hjälphypoteser. 
För Lakatos var inte den brännande frågan om hypoteserna vara sanna eller falska, utan i stället ville han undersöka om justeringarna av hjälphypoteserna var progressiva eller degenerativa. Ett progressivt forskningsprogram kännetecknas enligt Lakatos mening, av tillväxt och upptäckter av nya, banbrytande fakta. Ett degenerativt system kännetecknas av utebliven tillväxt, eller av hjälphypotesens tillväxt i kombination med uteblivelse av nya upptäckter.
Vidare ville Lakatos med forskningsprogrammen visa på en möjlig rationell jämförelse mellan olika hjälphypoteser, detta genom att avgöra de konkurrerande systemens progressivitet. En sådan jämförelse kunde resultera i problemskiften, som ungefär motsvarar vad Kuhn menar med paradigmskiften. I Lakatos teori leder dessa problemskiften löpande till rationella framsteg.